# Estatua de Sam Houston
La Estatua de Sam Houston (en inglés: Sam Houston Statue) es una escultura al aire libre de bronce de Sam Houston realizada por Enrico Cerracchio, ubicada en la esquina noroeste del Parque Hermann en Houston, Texas, en los Estados Unidos. La obra es administrada por la Comisión de Artes Municipales de la ciudad de Houston. 
La estatua de Sam Houston fue diseñada por Enrico Cerracchio en 1924 y dedicada en agosto de 1925. La estatua ecuestre representa a Sam Houston encima de su caballo, vestido con atuendo militar y una larga capa. Él tiene una barba y apunta con su brazo derecho. 